# Heimstock
Heimstock är en bergstopp i Schweiz.   Den ligger i regionen Surselva och kantonen Graubünden, i den östra delen av landet, 110 km öster om huvudstaden Bern. Toppen på Heimstock är 3 102 meter över havet, eller 183 meter över den omgivande terrängen. Bredden vid basen är 1,7 km.
Terrängen runt Heimstock är huvudsakligen bergig, men den allra närmaste omgivningen är kuperad. Närmaste större samhälle är Erstfeld, 16,7 km väster om Heimstock. 
Trakten runt Heimstock består i huvudsak av gräsmarker. Runt Heimstock är det glesbefolkat, med 13 invånare per kvadratkilometer.